# Rex Mossop
Rex Peers Mossop (ur. 18 lutego 1928 w Sydney, zm. 17 czerwca 2011 tamże) – australijski rugbysta, wielokrotny reprezentant kraju (w obydwu wersjach gry - rugby league i rugby union), w późniejszym czasie komentator sportowy.
Był żonaty i miał dwóch synów.  Przed śmiercią cierpiał na chorobę Alzheimera, zmarł w szpitalu w Sydney.